# Immuniteit (grondstuk)

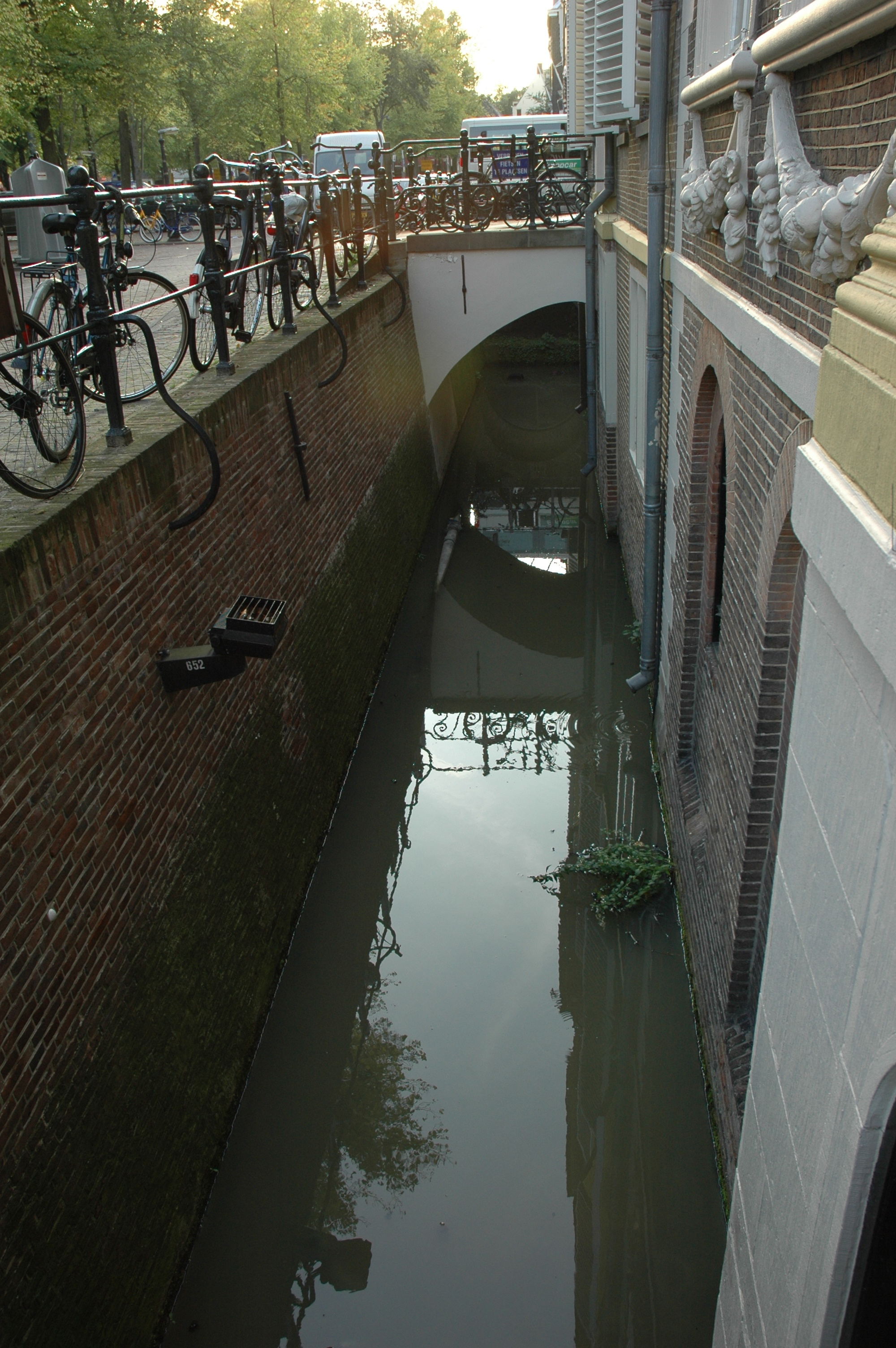
De immuniteitssloot in Utrecht, overblijfsel van de immuniteit van de Sint-Janskerk

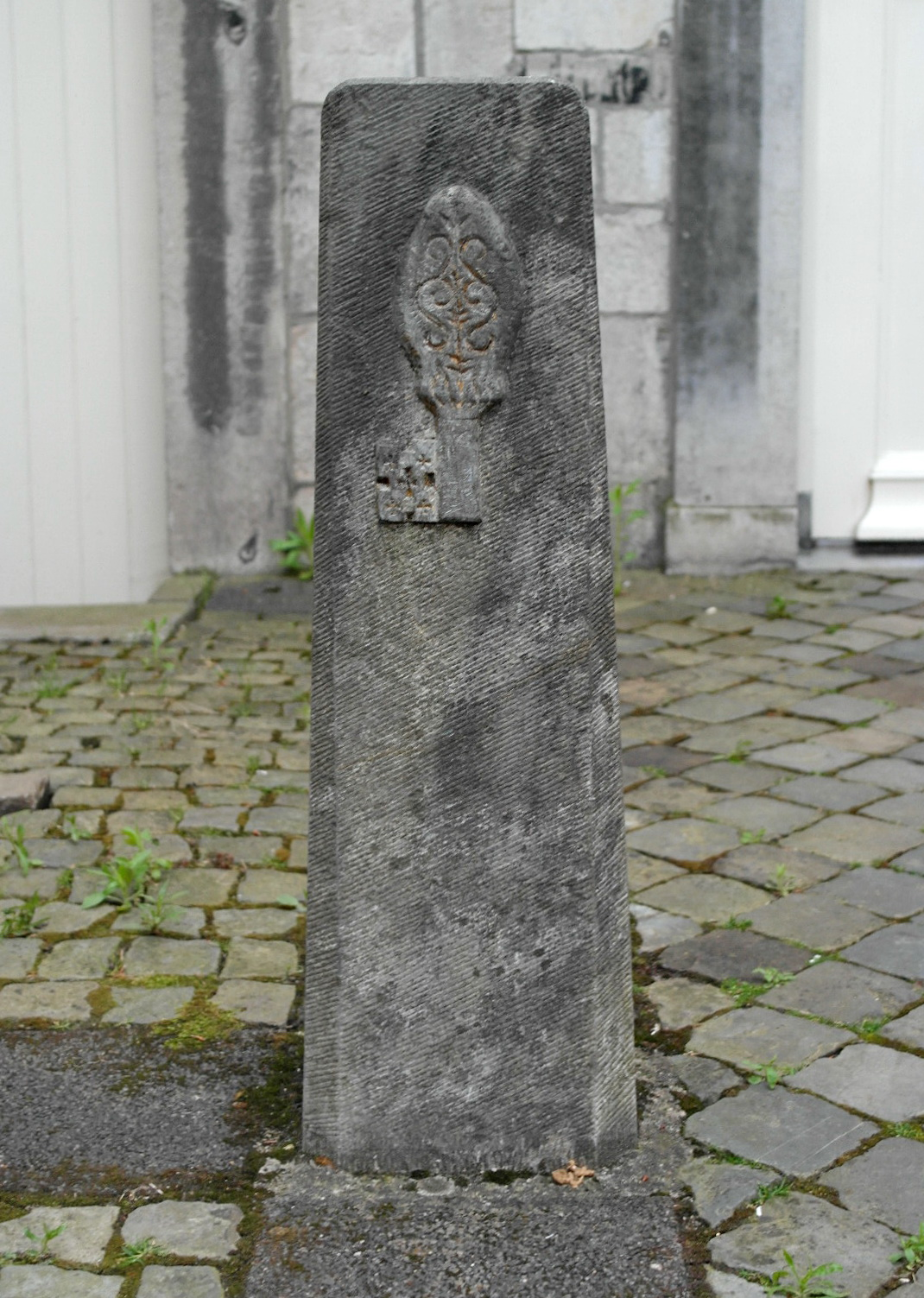
Immuniteitspaaltje Sint-Servaaskapittel, Maastricht

Een immuniteit, byvanck of claustrale singel was het gebied rondom een abdij, klooster, kathedraal of kapittelkerk waar slechts het kerkelijk recht van de betreffende geestelijke instelling gold. Deze gebieden vormden een soort eilandjes binnen de stad en hebben tot aan de tijd van de Reformatie (Noordelijke Nederlanden) of de Franse overheersing (Zuidelijke Nederlanden) bestaan. 
De immuniteiten ontstonden wellicht al in de merovingische tijd, toen koningen aan kloosters en kathedralen grondstukken met speciale rechten schonken waardoor zij grotendeels autonoom (immuun voor inmenging van buitenaf) werden. De wereldlijke macht had binnen het gebied van de immuniteit niets in te brengen en kon er ook geen belastingen heffen. Daardoor bezat de geestelijke instelling ook eigen rechtspraak over de aan die instelling verbonden personen.
In de middeleeuwse steden waren de immuniteiten van kathedralen, kloosters en kapittelkerken duidelijk afgescheiden van de rest van de stad door middel van muren, grachten of paaltjes. Binnen de immuniteit bevonden zich alle tot de geestelijke instelling behorende gebouwen en ook de woningen van de daaraan verbonden geestelijken. Vanaf de 11e eeuw verlieten de kanunniken verbonden aan seculiere kapittels het gebruik om in gemeenschap te leven. Zij bouwden voor zichzelf claustrale of kanunnikenhuizen binnen de immuniteit, die vaak waaiervormig om de kapittelkerk en de bijgebouwen heen kwamen te liggen. In veel Europese steden is deze opzet nog in het bebouwingspatroon te herkennen.
In een stad als Maastricht bestonden tot de opheffing van de kapittels in 1797 twee immuniteiten waarvan die van het kapittel van Sint-Servaas het omvangrijkst was. Hier bevonden zich, naast een veertigtal kanunnikenhuizen, de kapittelkerk (de Sint-Servaaskerk), de parochiekerk (de Sint-Janskerk), de proosdij van Sint-Servaas, de Hoge Leenhof (rechtszaal), de kapittelschool, de voorraadschuren en wijnkelders van het kapittel (onder andere 't Spijker), de paardenstallen van de rijproosten, een bierbrouwerij en twee gasthuizen voor de opvang van pelgrims. De grenzen van de byvanck waren aangegeven met stenen paaltjes waarop het symbool van het kapittel, de sleutel van Sint-Servaas was afgebeeld.